# 6-Hydroxy-2,5,7,8-tetramethylchroman-2-carbonsäure
Trolox ist ein wasserlösliches Vitamin-E-Derivat mit der chemischen Bezeichnung 6-Hydroxy-2,5,7,8-tetramethylchroman-2-carbonsäure. Die Verbindung besitzt ein Chiralitätszentrum am C2-Kohlenstoffatom.

## Verwendung
Aufgrund seiner ausgeprägten antioxidativen Aktivität wird Trolox als Referenzsubstanz bei der Bestimmung der antioxidativen Kapazität einer Probe herangezogen (TEAC-Test).